# ليون فيتشوكوسكي
ليون جان فيتشوكوسكي (24 أبريل 1852 - 27 ديسمبر 1936) أحد الرسامين البارزين لحركة يونغ بولندا، وكذلك الممثل الرئيسي للواقعية البولندية في فن الانتربيلوم. من 1895 إلى 1911 شغل منصب أستاذ في أكاديمية جان ماتيجكو للفنون الجميلة (ASP) في كراكوف، ومن 1934، ASP في وارسو. كان أحد الأعضاء المؤسسين لجمعية الفنانين البولنديين "Sztuka" (الفن، 1897).

## بداياته
ولد في بلدة بالقرب من جارولين في الكونغرس في بولندا. في البداية، كان يهدف في تجربته الفنية إلى تكريس نفسه لنوع الرسم التاريخي مع الواقعية الوثائقية في التفاصيل. بعد رحلته إلى باريس، غير تركيزه وبدأ في تنفيذ حلول نموذجية للانطباعيين الفرنسيين. رسم مناظر طبيعية درامية وعراة ومشاهد رعوية بتأثيرات ضوئية مؤثرة وانطباعية (على سبيل المثال، «صيادون التجديف»). لفترة قصيرة وقع تحت تأثير الرمزية (على سبيل المثال، «الكاهن المتحجر»)، وحوالي عام 1900 أغمق لوح ألوانه. يتميز عمله بثراء الشكل والوسائل التقنية المعقدة. بفضل صداقته مع Feliks Manggha Jasieński، وسع اهتماماته لتشمل المشاهد الشرقية أيضًا. كان خبيرًا في تنسيق الزهور والحياة الساكنة. لقد صور عالم الفن بأكمله في كراكوف تقريبًا.
توفي عام 1936 في وارسو. بعد الحرب، في ذكرى عيد ميلاده (11 أبريل 1946 )، اتخذ متحف الحي في بيدغوش اسمه تقديراً لإنجازاته البارزة. تبرعت أرملته للمتحف بالعديد من لوحاته ورسوماته والكثير من التذكارات الشخصية، بما في ذلك معدات الاستوديو. تتكون المجموعة، المنظمة في قسم جديد، من أكثر من 700 عمل ليون. يمكن العثور على لوحاته الانطباعية الأكثر تمثيلا في المتحف الوطني، كراكوف والمتحف الوطني، وارسو. 

## الأعمال التمثيلية

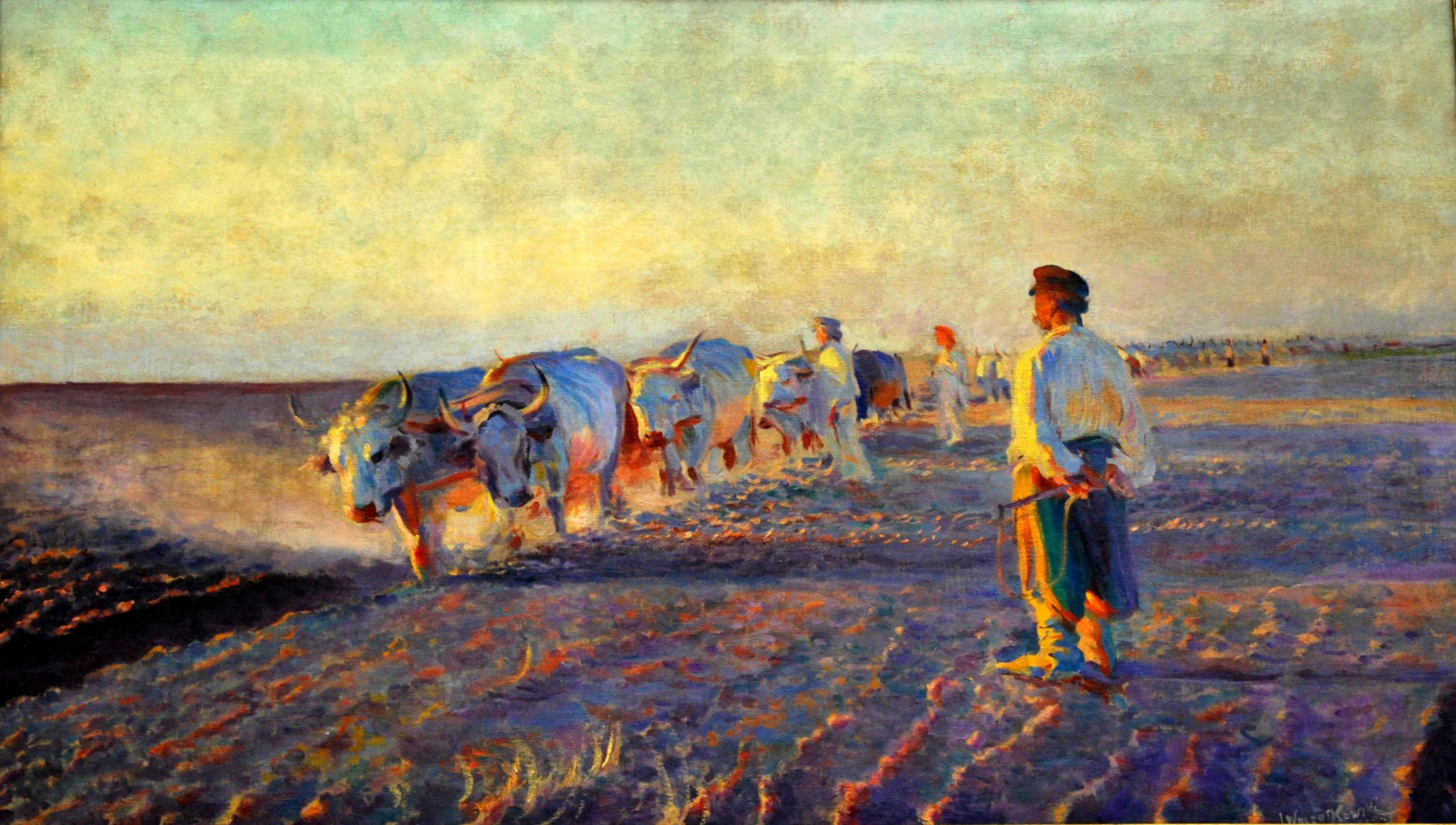
الحرث في أوكرانيا، 1892، المتحف الوطني، كراكوف
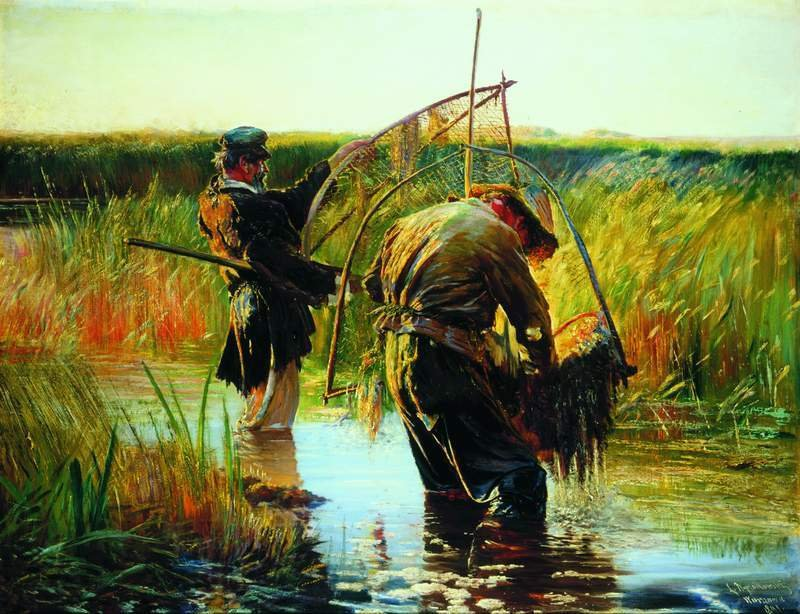
صيادو الخوض، 1891، المتحف الوطني، وارسو
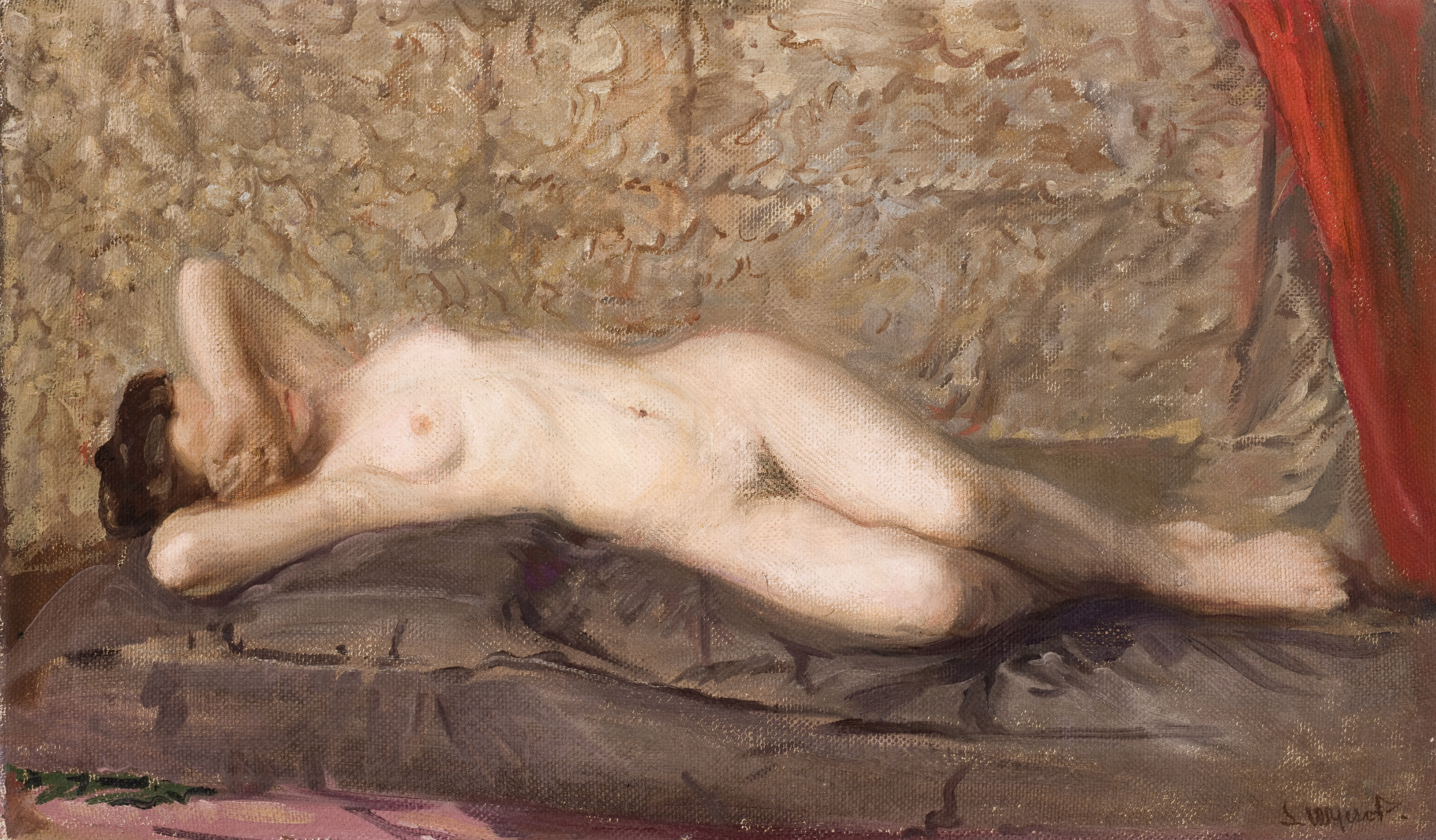
عارية، زيت على قماش، 1908، المتحف الوطني، كراكوف

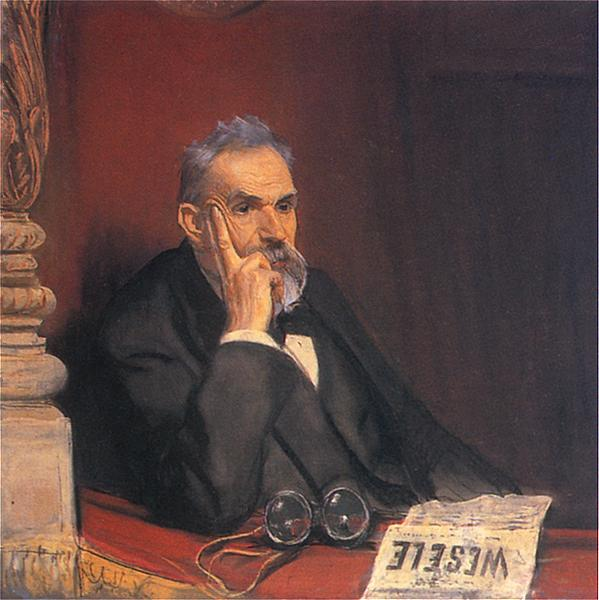
صورة كارول إستريتشر بواسطة ليون فيتشوكوسكي، 1905، متحف جامعة جاجيلونيان  [لغات أخرى]‏
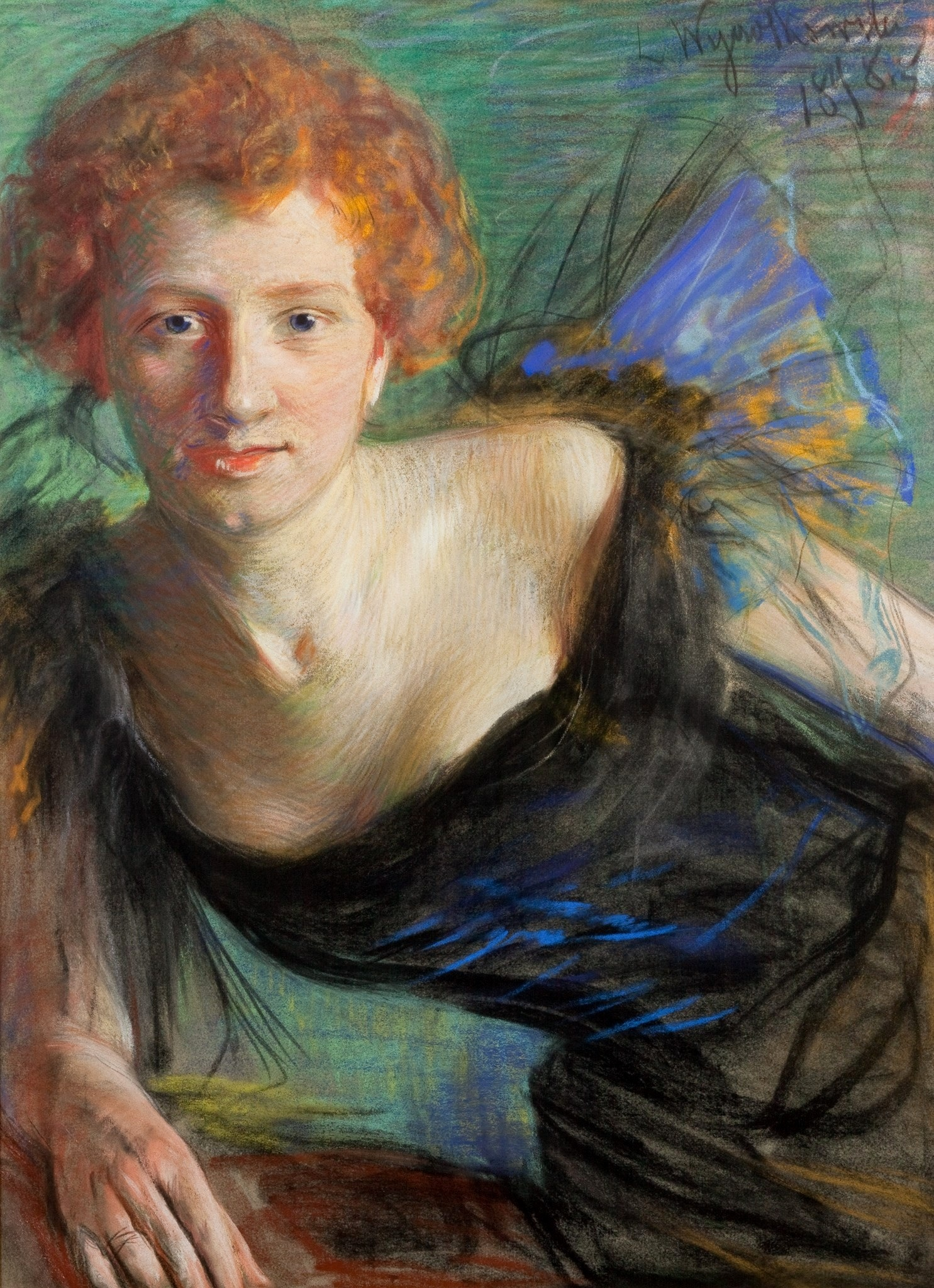
إيرينا سولسكا  [لغات أخرى]‏، 1899، المتحف الوطني، كراكوف
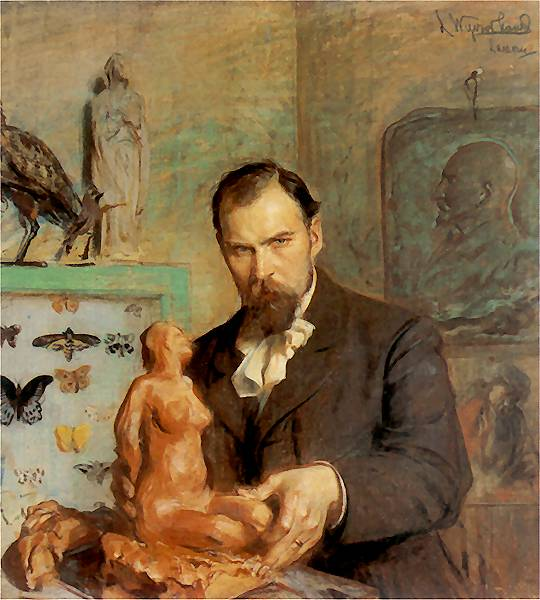
صورة كونستانتي لازكزكا  [لغات أخرى]‏، 1901-1902، أكاديمية جان ماتيجكو للفنون الجميلة  [لغات أخرى]‏

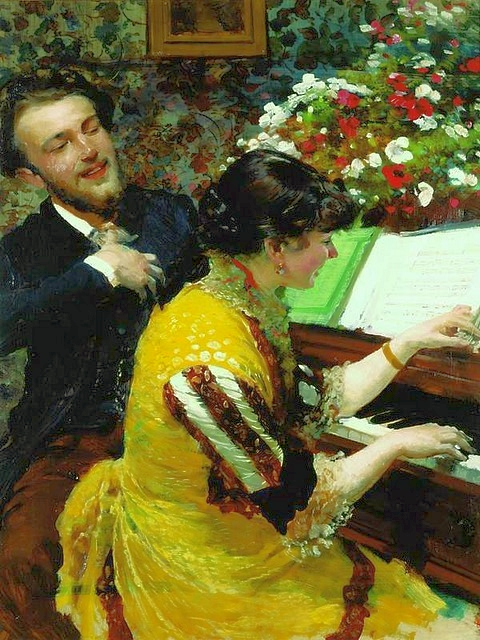
بمجرد أن لمحت، 1884، المتحف الوطني في وارسو
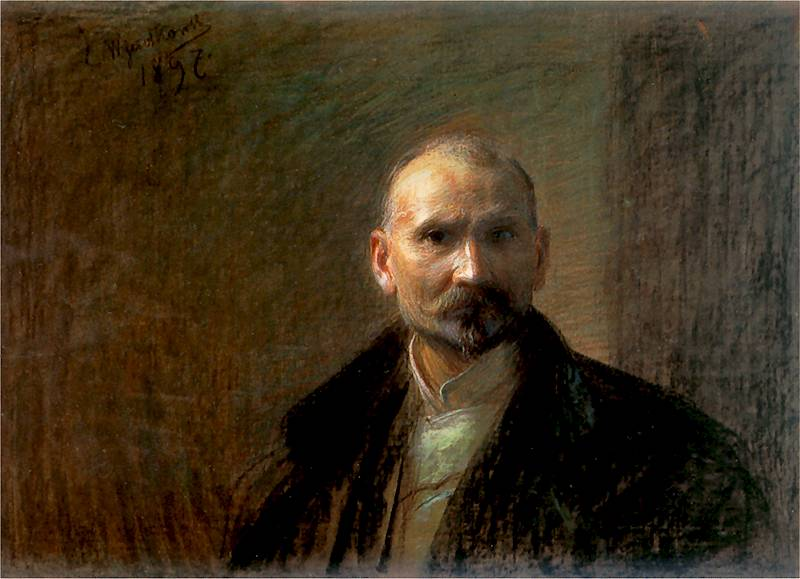
بورتريه ذاتي في الاستوديو، 1897، متحف كراكوف الوطني
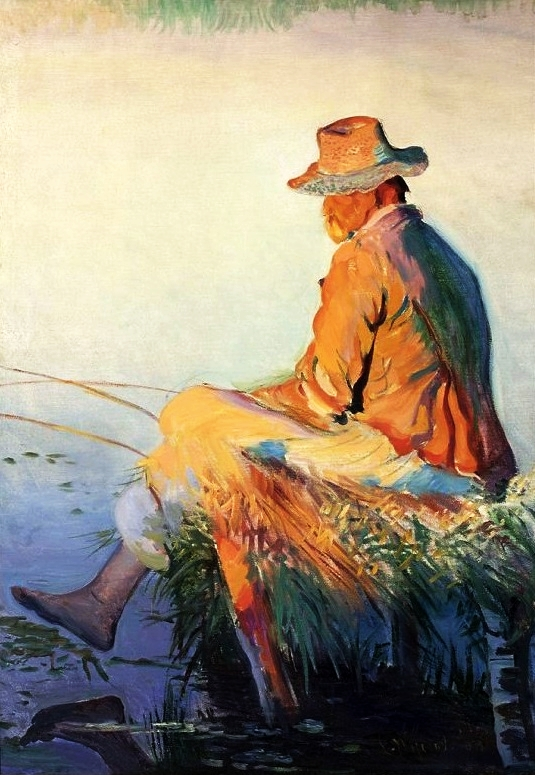
صياد سمك، 1911، المتحف الوطني في وارسو